# Amt Trebatsch

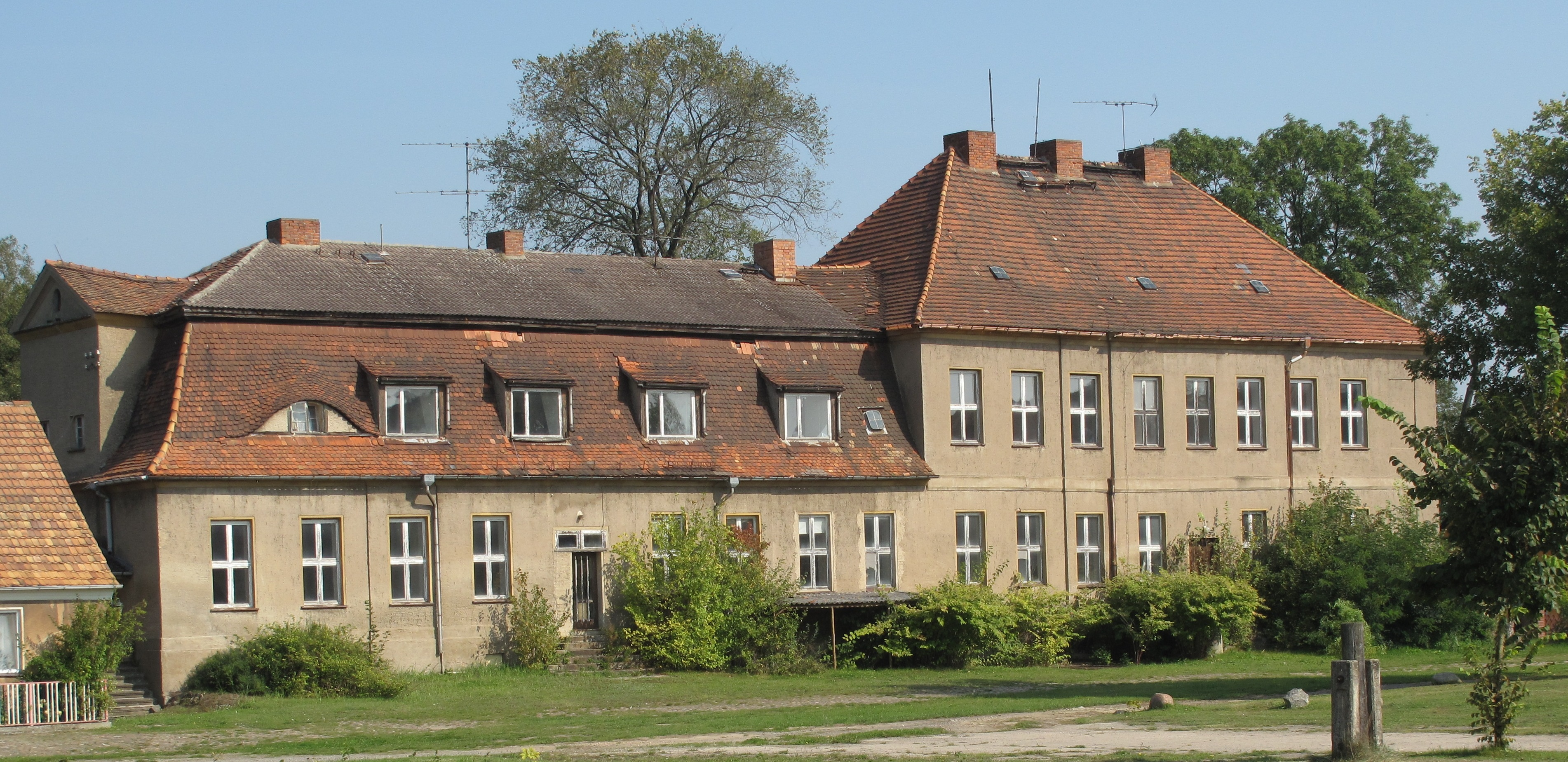
Gutshaus Trebatsch, Sitz des Amtes Trebatsch

Das Amt Trebatsch war ein königlich-preußisches Domänenamt mit Sitz in Trebatsch (heute: Landkreis Oder-Spree, Brandenburg), das später auch Rentamt und Hausfideikommissamt genannt wurde. Das Amt wurde 1737 mit dem Erwerb des Gutes Trebatsch und dessen Zubehör gebildet, der königlichen Herrschaft Wusterhausen (später Königs Wusterhausen) einverleibt und 1874 wieder aufgelöst.

## Geschichte
Am 15. März 1737 kaufte der damalige brandenburgische Kurfürst und König in Preußen Friedrich Wilhelm I. die kleine Gutsherrschaft Trebatsch mit dem dortigen Vorwerk und den Dörfern Sabrodt und Sawall um 60.000 Taler von dem Kapitän Johann Friedrich v. Weißenfels. Später kam noch Falkenberg und Stremmen hinzu.
- Falkenberg. Friedrich Wilhelm I. hatte das Dorf am 2. Dezember 1727 von Kapitän Friedrich v. Blumenthal. Er verkaufte es jedoch wieder am 7. Februar 1730 an den Landrat Eberhard Wilhelm von Hohnstedt. Am 28. April 1738 kaufte er den Ort für 18.000 Taler von Eberhard Wilhelm von Hohnstedt (auch Hohenstedt) zurück und gliederte es in das Amt Trebatsch ein[2].
- Sabrodt
- Sawall
- Stremmen. Das Dorf und Vorwerk Stremmen wurde am 9. Juni 1738 für 21.000 Taler von Deichhauptmann und Hofrat Adolf Friedrich v. Beerfelde auf Klossow in der Neumark (heute Kłosów, Landgem. Mieszkowice, Polen) gekauft[2] und in das Amt Trebatsch eingegliedert.
- Trebatsch mit Vorwerk

1737 wurde die Prinzliche Gesamtkammer in Wusterhausen gebildet, die für die Verwaltung der zum Privatvermögen der preußischen Könige gehörenden Ämter der Herrschaft Wusterhausen (später Herrschaft Königs Wusterhausen genannt). 1775 bezeichnete es Büsching als Prinzliches Amt. 1786 gab es keine Prinzliche Gesamtkammer mehr, sondern die Verwaltung wurde nun Königlich Preußische Domänenkammer in Wusterhausen genannt. 1806 entschied Friedrich Wilhelm III., dass die Königlich Preußische Domänenkammer in Wusterhausen mit der Regierung in Potsdam vereinigt wird; die tatsächliche Vereinigung fand jedoch erst 1809 statt. Eine erste Maßnahme der Regierung in Potsdam war die Reduzierung der ursprünglich 14 Ämter auf nur noch zehn Ämter. Das Amt Tauche wurde mit dem Amt Trebatsch vereinigt. In den Folgejahren wurden die Ämter der Herrschaft Königs Wusterhausen wie Staatsdomänen verwaltet. 1818 wird das Amt Trebatsch als Domänenamt Trebatsch gelistet. Seit etwa 1820 erfolgte von Trebatsch aus auch die Verwaltung des Amtes Kossenblatt. Damit wurden vom Amt Trebatsch auch Briescht, Giesensdorf, Kossenblatt, Plattkow, Schwenow, Werder/Spree und Tauche verwaltet bzw. die Renten, die in diesen Dörfern anfielen eingezogen. 1841 heißt es ganz allgemein Amt Trebatsch. Seit 1844 erfolgte die Verwaltung der Ämter der Herrschaft Königs Wusterhausen durch die 1843 gebildete Hofkammer der Königlichen Familiengüter, die aus der Domänenkammer des Prinzen von Preußen hervorgegangen war. Danach folgte die Umbenennung des Amtes Trebatsch in Fideikommißamt Trebatsch; es war ein Pachtamt. Das Amt Trebatsch wurde 1872/4 aufgelöst, das Vorwerk in Trebatsch blieb jedoch Staatsdomäne bis 1945. Nach 1945 wurde das Gut zuerst der Provinz Brandenburg als Provinzialgut unterstellt. Später wurde es dann Volkseigenes Gut (VEG) für  Tier- und Pflanzenproduktion. Es war auch Ausbildungsstätte für Rinderzucht und Agrotechnik. Nach der deutschen Wiedervereinigung wurde es von der Treuhandanstalt übernommen und ist heute in Privatbesitz.

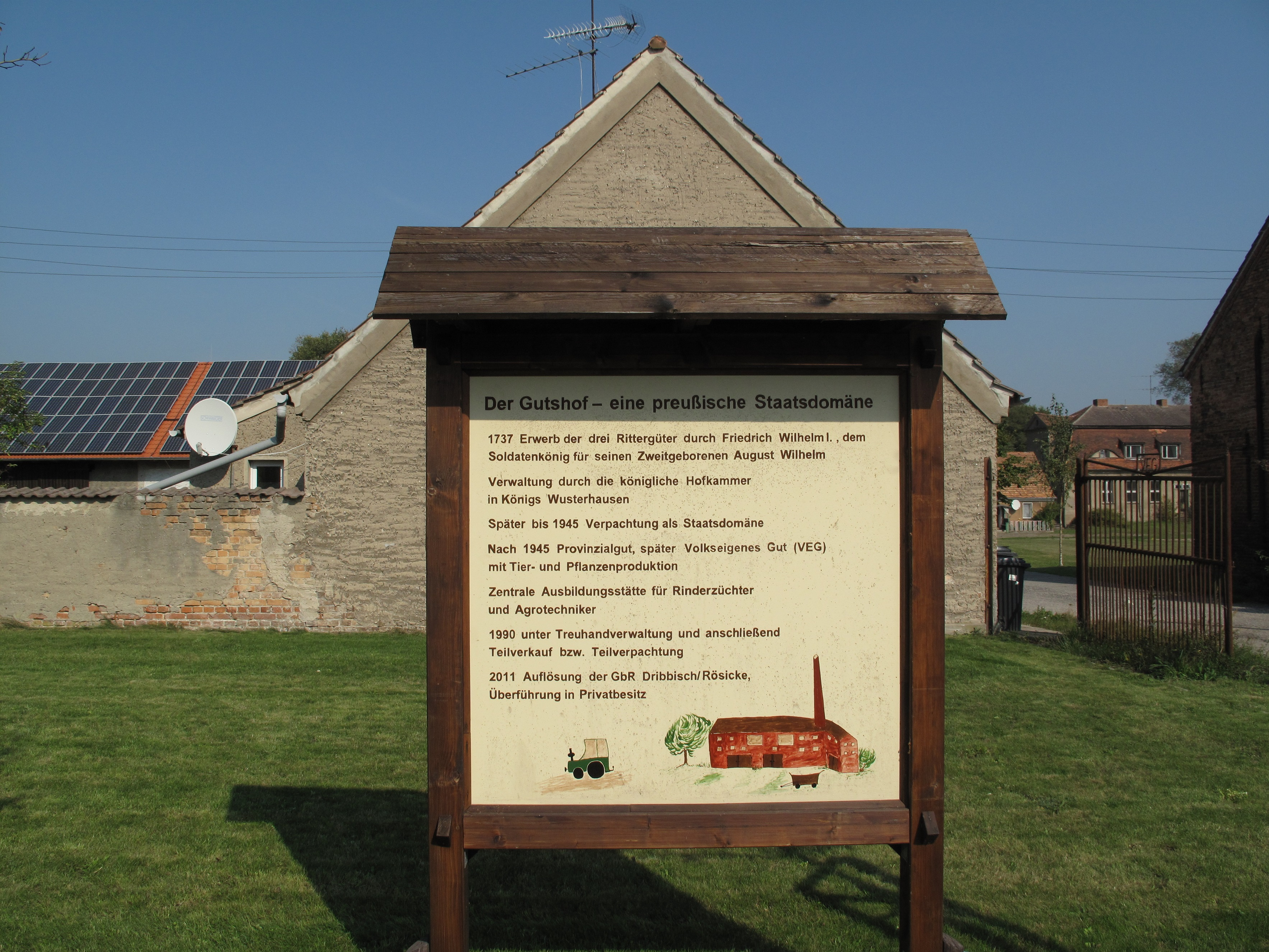
Erklärungstafel vor dem Gutshof Trebatsch

## Amtleute und Pächter
- 1764 Johann Christoph Sydow, Oberamtmann[8]
- 1818 Otto Friedrich Theodor Zier, Oberamtmann[9][10]
- 1843 Zier[11]
- 1856 Zier, Amtsrat und Generalpächter[12]
- 1859 Amtsrat Zier Erben[13]
- 1861 Korth, Pächter[14]
- 1865 Korth, Pächter[15]
- 1874 Korth, Oberamtmann[16]
- 1877 Karl Theodor Buchholtz[17]
- ? bis 1927 Emil Fricke, Domänenpächter († 9. Februar 1927). Sein Grabmal steht auf dem ehemaligen Friedhof bei der Dorfkirche Trebatsch.

## Belege